# Swissminiatur
Swissminiatur è un parco in miniatura svizzero, situato a Melide, sulle rive del lago Ceresio, nel Canton Ticino. Il parco fu fondato da Pierre Vuigner ed è stato inaugurato il 6 giugno 1959 e nel 2019 ha festeggiato i suoi primi 60 anni.
Occupa una superficie di 14 000 m², con oltre 129 modelli dei più famosi edifici e monumenti della Svizzera, in scala 1:25. Per gli appassionati di ferromodellismo, vi è una rete di 3 560 m di strade ferrate in miniatura che si snodano attraverso il parco, che risulta essere ornato da 1 500 piante e da oltre 15 000 fiori.
La zona è circondata da montagne come il Monte Generoso, il San Salvatore e il Monte San Giorgio.

## Galleria d'immagini

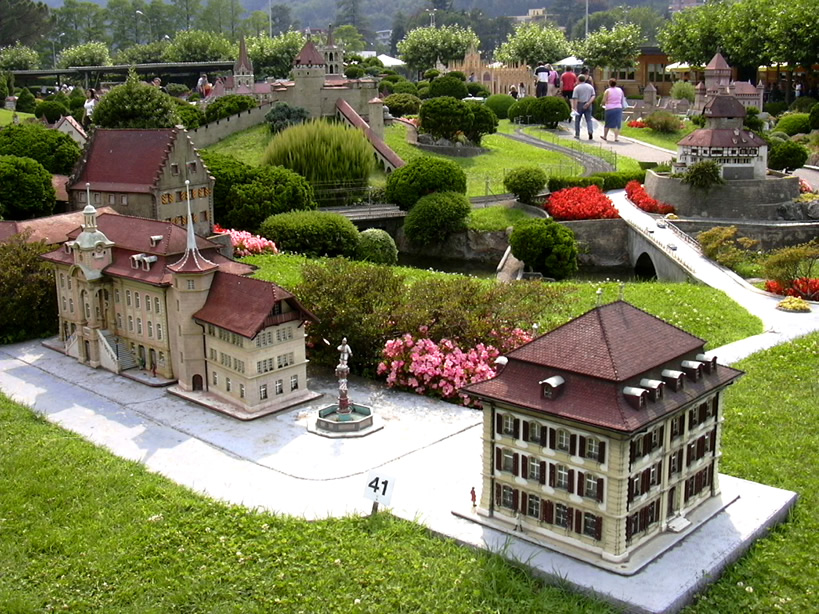
La casa Neuhaus a Zofingen
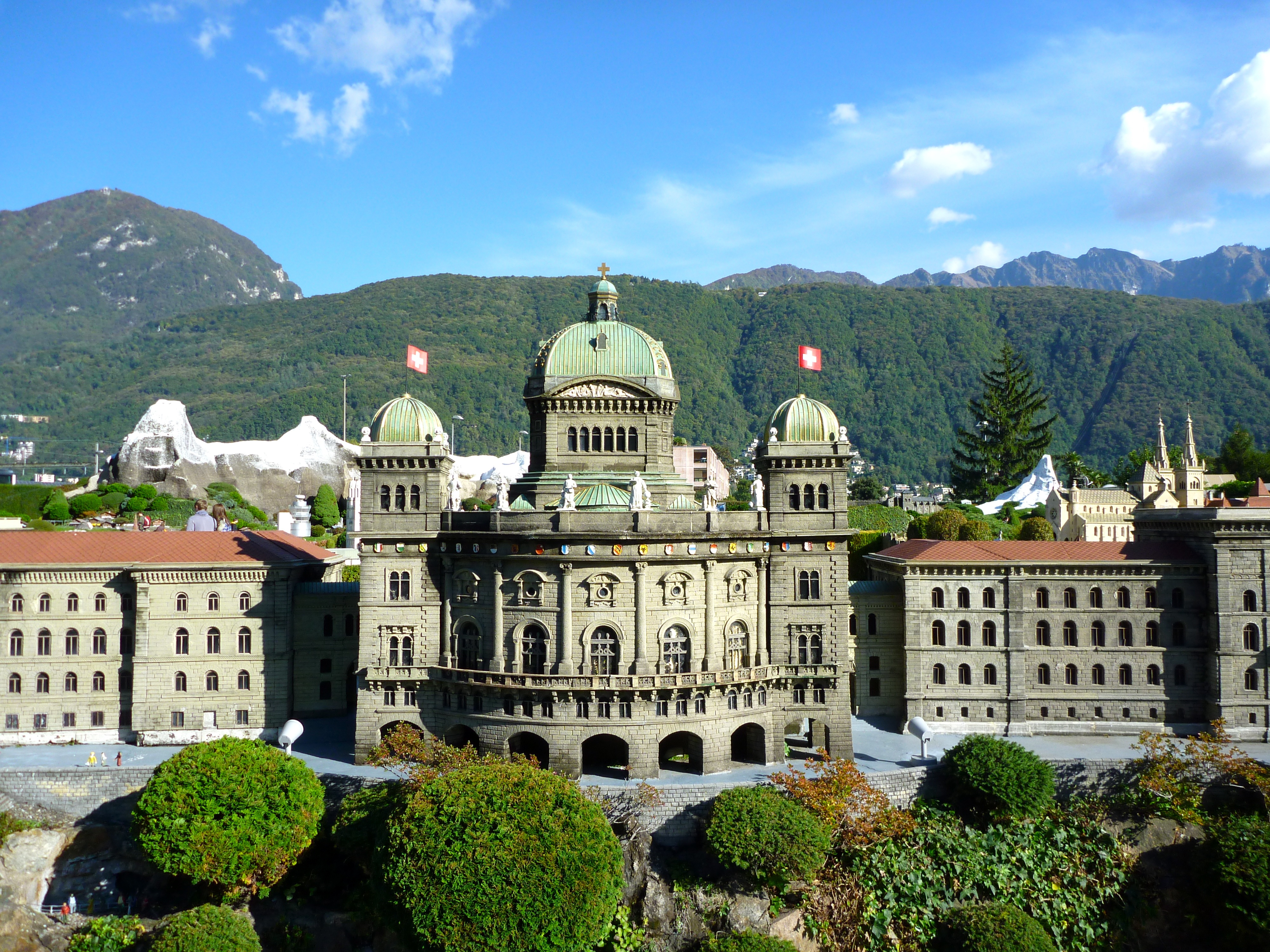
Palazzo federale a Berna
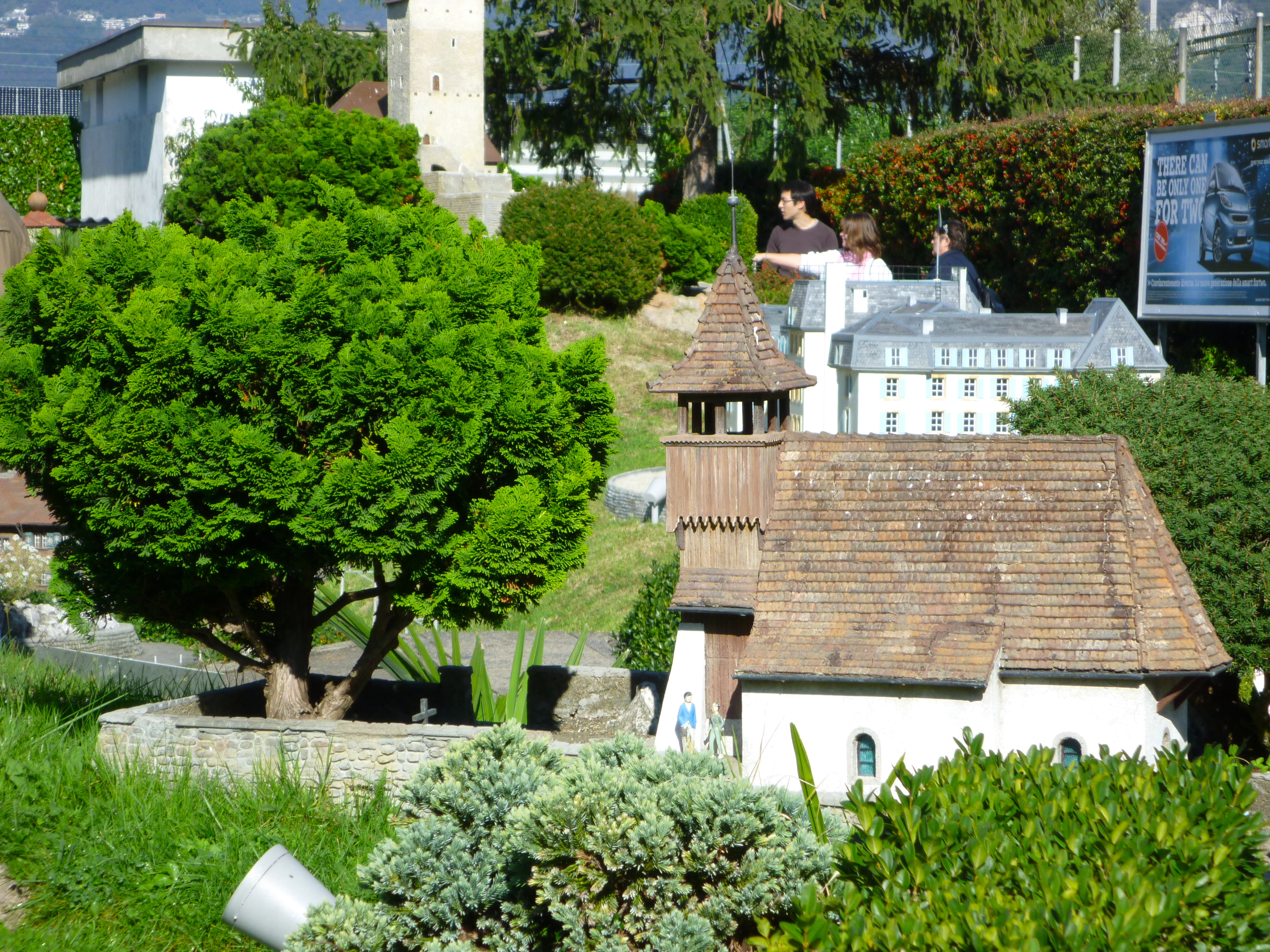
Bergkirchli ad Arosa
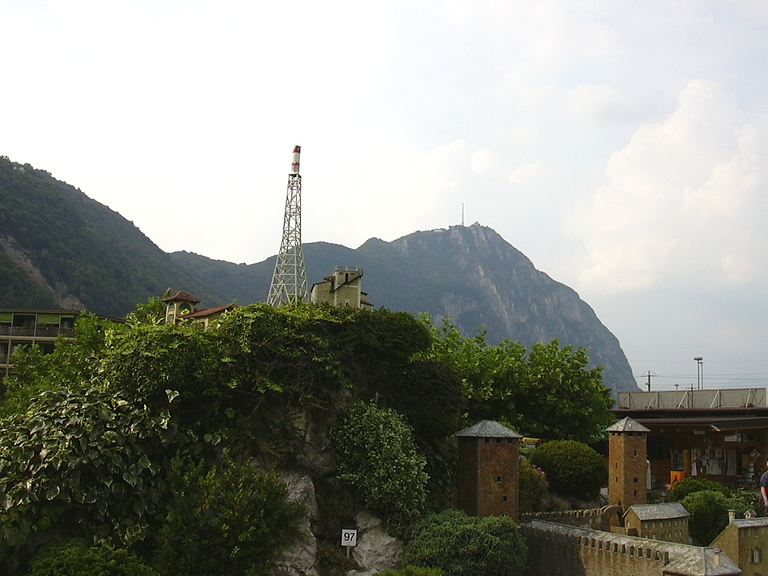
Monte San Salvatore – Originale e modello